# Levin Joachim von Barner

Wappen derer von Barner

Levin Joachim von Barner (* 16. Oktober 1747 in Bülow (bei Crivitz); † 31. Dezember 1801 in Schwerin) war ein mecklenburgischer Gutsbesitzer und mecklenburg-schwerinscher Hofbeamter. Seine während des Studiums an der Universität Göttingen geführten Stammbücher sind eine wichtige Quelle zum studentischen Leben im 18. Jahrhundert.

## Leben
Levin Joachim von Barner entstammte dem alten mecklenburgischen Adelsgeschlecht von Barner. Er war das zweite Kind und ältester Sohn des mecklenburgischen Landrats und dänischen Konferenzrats Magnus Friedrich (III) von Barner (1723–1792) und dessen erster Frau Sophia Henriette, geb. von Maltzan (1723–1749). Sein Vater, der dem Herzog auch zu diplomatischen Missionen diente, hatte ein großes Vermögen erworben und war Gutsherr auf Bülow, Badegow (Wessin), Klein-Görnow (Sternberg), Groß- und Klein Trebbow, Trams (Jesendorf) und Moltow (Hohen Viecheln), Barner Stück und Böken (Alt Meteln). Er war insgesamt fünfmal verheiratet. Levin Joachim von Barner hatte zwei Halbbrüder, Magnus Friedrich (IV, 1751–1836) und Heinrich Franz von Barner.
Levin Joachim von Barner wurde von Hauslehrern erzogen. Als 17-Jähriger immatrikulierte er sich am 6. Oktober 1764 an der Universität Göttingen, wo er gemeinsam mit seinem späteren Schwager Carl Anton von Both bis 1766 Rechtswissenschaften studierte. Wie bei vornehmen Familien üblich, stand er unter der Aufsicht eines Hofmeisters. Barner ist in seiner Göttinger Studienzeit als Mitglied des Studentenordens Amicitia et Concordia nachgewiesen. Trotz seiner Begleitung durch einen Hofmeister musste der Vater nach seinem Fortgang noch ungefähr 400 Taler Schulden bezahlen. Im September 1766 ging Barner an die Universität Rostock, wo er sein Studium abschloss.
Danach trat Levin Joachim von Barner als Kammerjunker in den herzoglich mecklenburg-schwerinschen Hofdienst. Am 14. April 1769 heiratete er auf Gut Schwansee Katharina Luise Dorothea von Both (1753–1820), die Tochter des Oberhauptmanns Ulrich Viktor von Both auf Kalkhorst und Schwansee und der Christine Luise von Spörcken. Im selben Jahr erhielt er von seinem Vater das Nießbrauchrecht des durch Verfügung vom 18. August 1769 zu einem Fideikommiss-Majorat erklärten Gut Trams (Jesendorf) mit Moltow. Um sich der Bewirtschaftung des Gutes widmen zu können, bat er 1772 um Entlassung aus seiner Hofstellung als Kammerjunker. Er erhielt sie am 23. Juli 1772 vom Herzog, verbunden mit der Ernennung zum (Titular-)Drost.
Doch nach einigen Jahren trat er wieder in den Hofdienst ein. Er wurde zum Leiter des kleinen Hofstaats (mit dem Titel Hofmeister, später Hofmarschall) bestellt, den die Witwe des 1778 verstorbenen Erbprinzen Ludwig zu Mecklenburg Charlotte Sophie, die Mutter des späteren Großherzogs Friedrich Franz I. in Schwerin unterhielt. Er erwarb das Oertzensche Palais in der Schelfstadt, das heutige Schleswig-Holstein-Haus, und ließ es erweitern.
Zu seinem Fideikommissgut Trams kaufte Levin Joachim von Barner 1781 das Dorf Breesen im Amt Mecklenburg. Durch Bauernlegen wandelte er es in den Hof Kleekamp um (heute Ortsteil von Ventschow). Eine Klage des herzoglichen Fiskus dagegen wurde durch eine Abfindung abgewendet. 1791 verkaufte Levin Joachim von Barner das neue Lehnsgut Kleekamp an den Hauptmann Johann Anton Christoph Gerber in Lübeck.
Durch den Tod seines jüngsten Bruders Heinrich Franz Anfang März 1789 erhielt Levin Joachim von Barner zusätzlich dessen Fideikommiss Klein Trebbow. Nach dem Tode des Vaters 1792 wurde er Senior der Familie und Vertreter des Familienfideikommisses Barner Stück.
Levin Joachim und Christine von Barner hatten drei Söhne und zwei Töchter:
- Magnus Friedrich Viktor († 1804), Majoratsherr auf Trams
- Carl Friedrich von Barner (1775–1841), Majoratsherr auf Klein-Trebbow
- Heinrich Franz Ludwig von Barner (1784–1858)[6], preußischer Offizier, erbte Trams 1804 und Klein Trebbow 1841; er hinterließ beide bei seinem unbeerbten Ableben 1858 seinen Vettern aus der Bülower Linie Magnus Friedrich von Barner zu Prag und Premier-Leutnant Ulrich von Barner, von denen ersterer das Majorat Trams wählte und letzterer Klein Trebbow erhielt
- Luise Friederike von Barner (1771–1836), Konventualin im Kloster Dobbertin, 1799 bis 1810 Hofdame bei der Herzogin-Mutter Charlotte Sophie
- Ilsabe Margarete (genannt Ilsette) von Barner († 1859), Konventualin im Kloster Malchow, lebte im Schloss Neuberghausen bei München

## Stammbücher

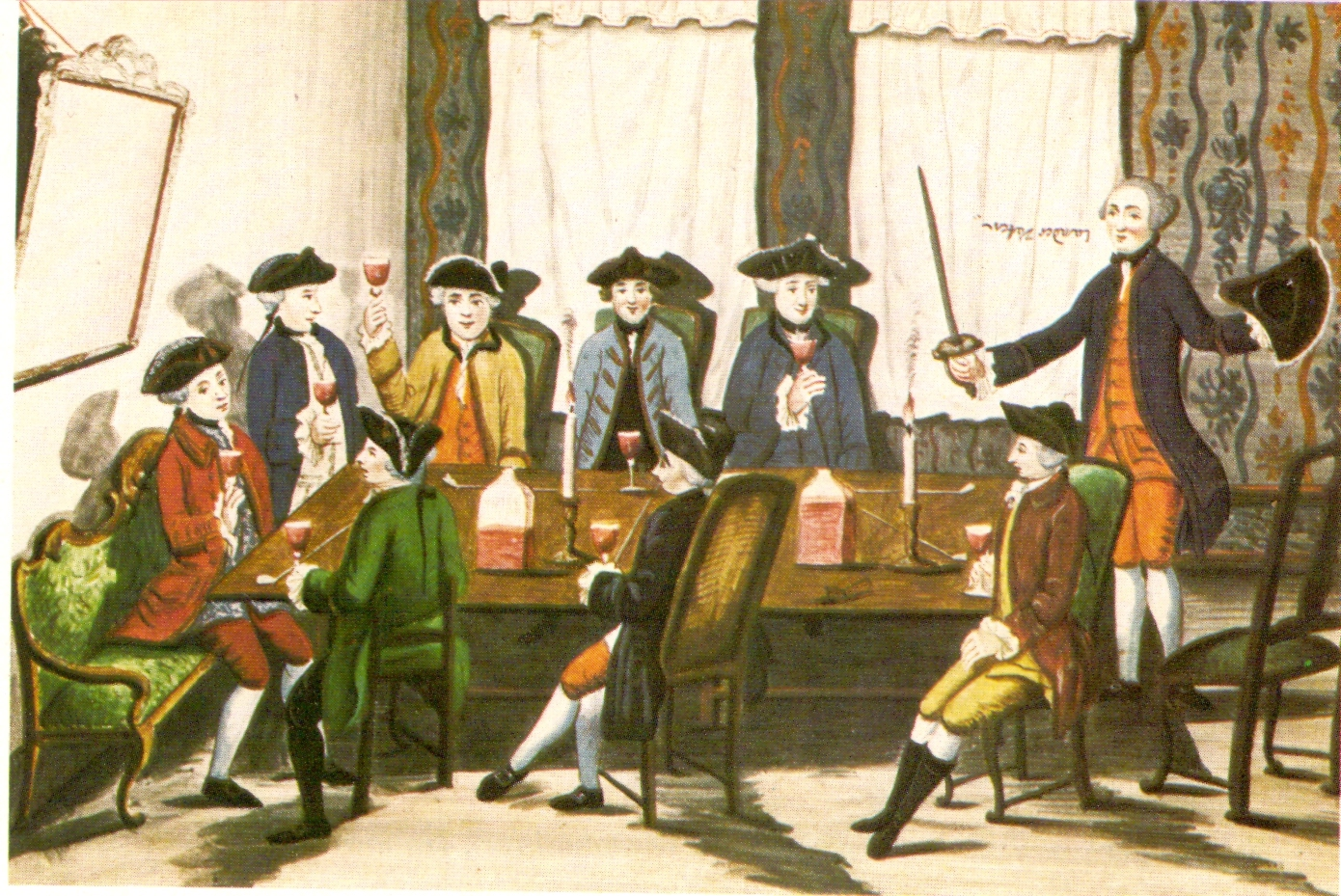
Hospiz mit Landesvater im Stammbuch Barner

In Göttingen führte Levin Joachim zwei Stammbücher, die heute im Stadtarchiv Göttingen verwahrt werden, mit einer Vielzahl von Eintragungen, aber auch zahlreichen Gouachen, Tuschfederbildern und Aquarellen. Acht Gouachen zeigen Szenen des mit Aufwand geführten studentischen Lebens in Göttingen während der Frühzeit moderner Sozietätenbildung, hier der Studentenorden in ihrer ersten Blütezeit nach dem Hubertusburger Frieden. Allein die Kleidung in Rokokouniformen konnte in Göttingen schon Schneiderrechnungen in Höhe eines Jahreswechsels normalsterblicher Studierender auslösen.